# Comedia delle ninfe fiorentine
La Comedia delle ninfe fiorentine (o Ninfale d'Ameto) è un'opera allegorica di carattere didattico-moraleggiante dello scrittore Giovanni Boccaccio.
Si tratta di un prosimetro composto tra il 1341 e il 1342 dopo il ritorno dell'autore a Firenze, dedicato all'amico Niccolò di Bartolo del Buono del quale ci sono pervenuti ventotto manoscritti e otto stampe.

## Struttura dell'opera
L'opera è strutturata dall'alternarsi di prosa e versi in terzine di endecasillabi che appare nei manoscritti senza alcuna divisione. Si deve ad A. E. Quaglio, che ne ha curato l'edizione critica, l'ordine del testo in cinquanta capitoli, di cui trentuno comprendono le parti in prosa e diciannove quelle in rima. Nell'opera è palpabile la frattura tra la trasfigurazione allegorica e il tono realistico.
All'interno di una cornice che anticipa quella del Decamerone sono inserite le novelle premesse da un proemio in cui l'autore dichiara che sono degni di essere letti "i passati amori" che riaccendono con maggior piacere quelli nuovi.

## Trama
(III)
La vicenda si svolge in Toscana, più precisamente nell'area tra l'Arno e il Mugnone, «vicino a quella parte ove il Mugnone muore con le sue onde» (III), dove il protagonista, un rozzo pastore di nome Ameto, incontra un gruppo di ninfe guidate da Lia, una donna bellissima della quale si innamora. La rivede durante i festeggiamenti per la dea Venere e le dichiara la serietà dei suoi sentimenti.
Lia allora decide che, sotto la guida di Ameto, le ninfe si ritroveranno nelle ore più calde della giornata per raccontare la storia del loro amore.
Dopo la tenzone poetica fra Alcesto e Acaten, nella quale esaltano, l'uno i benefici della pastorizia in altura, l'altro i vantaggi del pascolo in pianura, si apre la parte centrale dell'opera, in cui le sette ninfe a turno narrano le loro vicende amorose, fitte di riferimenti alla mitologia classica e seguite da un canto:
- Mopsa, che è vestita di rosa e simboleggia la saggezza, narra del proprio amore per Affron (lo sciocco)

- Emilia, che è vestita di rosso e simboleggia la giustizia, narra del proprio amore per Ibrida (il superbo)

- Adiona, che è vestita di porpora e simboleggia la temperanza, narra del proprio amore per Dioneo (il lascivo)

- Acrimonia, che è vestita bianco e simboleggia fortezza, narra del proprio amore per Apaten (l'apatico)

- Agapes, che è vestita di vermiglio e simboleggia la carità, narra del proprio amore per Apiros (il gelido)

- Fiammetta,che è vestita di verde e simboleggia la speranza, narra del proprio amore per Caleone (il disperato)

- Lia, che è vestita d'oro e simboleggia la fede, narra del proprio amore per Ameto (il selvaggio), terminando con un inno in lode a Cibele

Al termine della storia di Lia appare Venere che, per ordine delle ninfe, prende Ameto e lo getta in una limpida fonte dalla quale egli esce purificato. Ameto, presa consapevolezza di come la sua vita fosse stata fino a quel momento incolta, dopo aver salutato le ninfe fa ritorno a casa. La narrazione si conclude con la voce del poeta che celebra il destino del pastore ed invia all'amico Niccolò di Bartolo del Buono la sua opera.

## Edizioni
- Comedia delle ninfe fiorentine, ed. critica di A. E. Quaglio, Sansoni, Firenze, 1963
- Comedia delle ninfe fiorentine, in Tutte le opere, commento di A. E. Quaglio, a cura di Vittore Branca, II, Mondadori, Milano, 1964
- Comedia delle ninfe fiorentine, in Opere minori in volgare, a cura di Mario Marti, III, Rizzoli, Milano, 1971.
- Giovanni Boccaccio, Comedia delle ninfe fiorentine, Firenze, nella Stamperia Magheri, 1834.